# 遺伝子重複

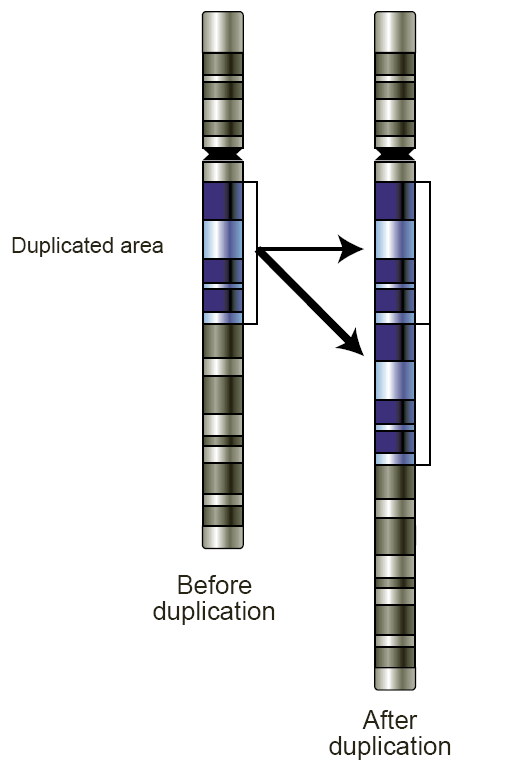
遺伝子重複前の染色体の模式図（左）と重複後（右）

遺伝子重複（いでんしちょうふく、gene duplication / chromosomal duplication）とは、遺伝子を含むDNAのある領域が重複する現象のことである。遺伝子重複が起こる原因としては、遺伝的組換えの異常、レトロトランスポゾンの転移、染色体全体の重複などがある。
遺伝子の重複だけでなく、ゲノム全体の重複も珍しいことではない。例えば酵母のゲノムは1億年ほど前に重複したと考えられている。また植物では頻繁にゲノム重複が起こっており、コムギは6つのゲノムセットを持つ6倍体である（→ 倍数性）。

## 遺伝子重複と進化
重複した遺伝子の一方は選択圧から解放される。これは同じ機能を持つ二つの遺伝子が存在する場合、一方が突然変異を起こしてその機能を失っても（もしくは変化させても）、もう一方が正常に機能していれば生物の生存に支障が無いためである。そのため重複した遺伝子では、単一の遺伝子よりもはるかに早く、経代に伴う変異が蓄積される。そのため、重複遺伝子は進化の主要な役目を担うと考えられており、100年以上も前から学界において支持されてきた。大野乾はもっとも有名な提唱者の一人であり、著書 "Evolution by gene duplication" （1970年）を著した人物でもある。重複遺伝子は共通祖先の出現以来、最も重要な進化の原動力であったと主張する人もいる。

## オーソログとパラログ
相同な遺伝子、すなわちホモログ（同じ祖先遺伝子から由来した遺伝子）は、その生じ方の違いから、オーソログとパラログに分けられる。種分岐で生じた二つの遺伝子はオーソログと呼ばれる。これに対して、遺伝子重複によって生じた二つの遺伝子はパラログと呼ばれる。パラログは、遺伝子として発現する体の部位や発現する時期、または機能や構造が異なるタンパク質をコードすることが多い。
これらオーソログとパラログとを区別することは研究上重要であるが、しばしば困難である。例えばヒトの遺伝子の研究は、他の動物に相同な遺伝子が見つかればそれを用いて行われることが多いが、これはその遺伝子がヒトの遺伝子のオーソログである場合にのみ可能である。仮に遺伝子重複の結果生じたパラログであれば、その機能が異なっている可能性が高い。